# Зеброва мида
Зеброва мида (Dreissena polymorpha) е сладководна мида от семейство Dreissenidae.

## Разпространение и местообитание
Видът е разпространен в речните системи на черноморско-каспийския регион – основно в реките Урал, Волга, Днестър и Дунав както и многобройни по-малки реки и свързани с тях езера. Строежът на плавателни канали свързващи речните системи в Европа е причина мидата да се разпространи на много места в Европа, а плавателните съдове са причина за разпространението и до други части на света – основно в Северна Америка. Мидата обитава бавноподвижни сладки води с концентрация на калций около 25 mg/l. В България е естествен обитател в Дунав и черноморските сладководни басейни, но е интродуциран вид в язовири във вътрешността на страната.

## Описание
Черупките са триъгълни с размери до 5 cm. На цвят са светлокафяви с по-тъмни неправилни ивици, които и придават шарка на зебра.

## Размножаване
Зебровите миди са изключително плодовити. Полова зрялост настъпва при размери 8 – 9 mm. Размножаването започва през пролетта при достигане на температура на водата от 12 °C. За една година мидата е способна да отдели около 1 милион яйца, но оцеляват едва около 2% от тях. Развитието преминава през велигерова ларва.

## Неприятели
В естествените си местообитания мидата има редица неприятели, които я консумират. За възрастните форми основно това са различни видове птици, раци и риби, а ларвните форми се консумират включително и от други видове миди. Мидите се хранят чрез филтрация на водата.